# Ablutofobia
L'ablutofobia (ablutio, in latino lavanda e fòbos, in greco fobia) è una fobia, definita come paura di lavarsi, bagnarsi o entrare a contatto con liquidi per l'igiene.
Storicamente ritenuta un sintomo legato all'adolescenza, sembra essere molto più frequente nelle donne e nei bambini che negli uomini, e soprattutto in soggetti dalla personalità fragile.